# پسر

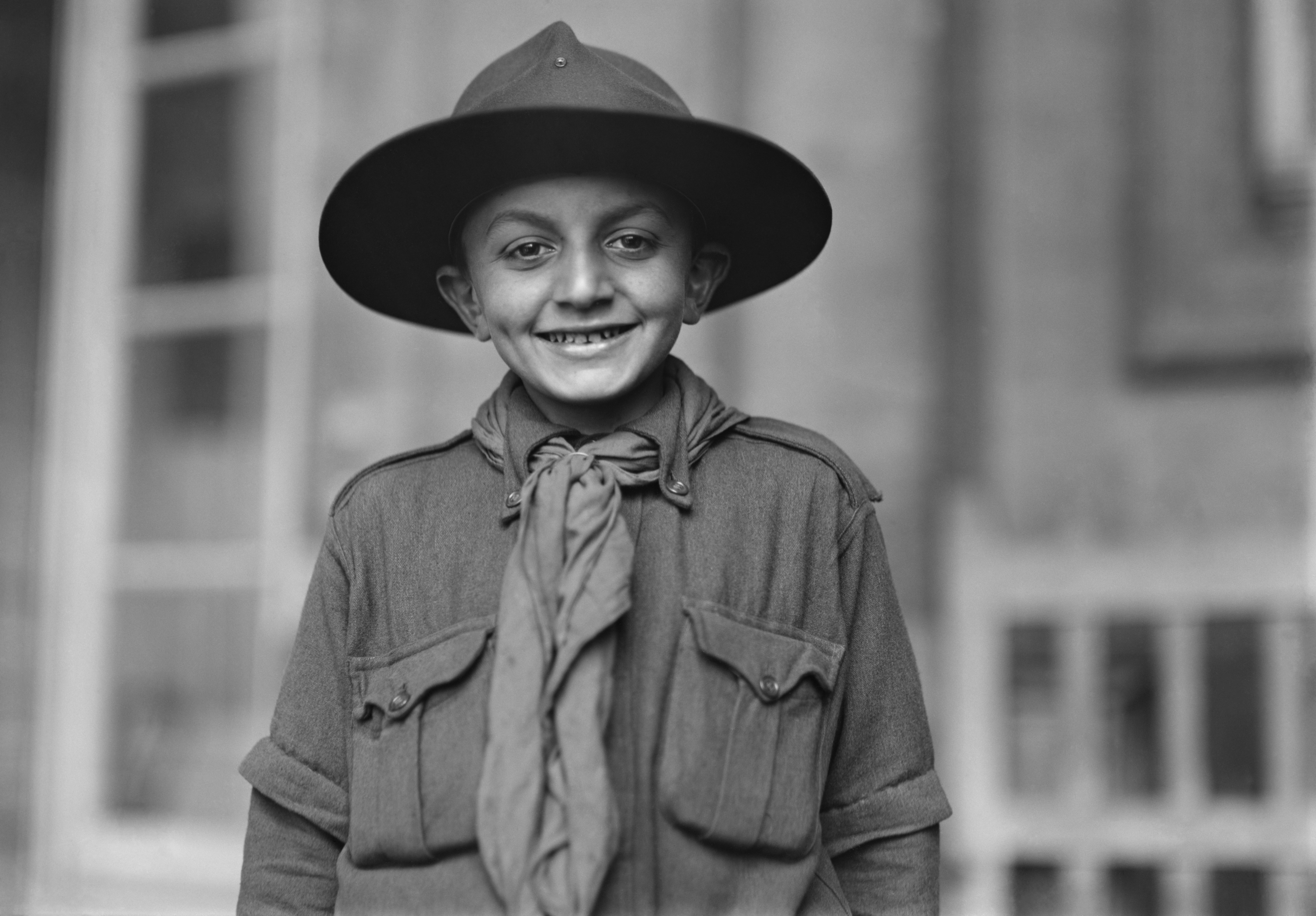
پسری در حومه شهر پاریس - سپتامبر ۱۹۱۸

پِسَر انسان مذکر نابالغ است. این اصطلاح معمولاً برای کودک یا نوجوان استفاده می‌شود. هنگامی که یک آدم جنسیت پسر به بزرگسالی می‌رسد او را یک مرد می‌نامند.

## تعریف، ریشه‌شناسی و کاربرد

### موارد استفاده خاص

#### نژاد

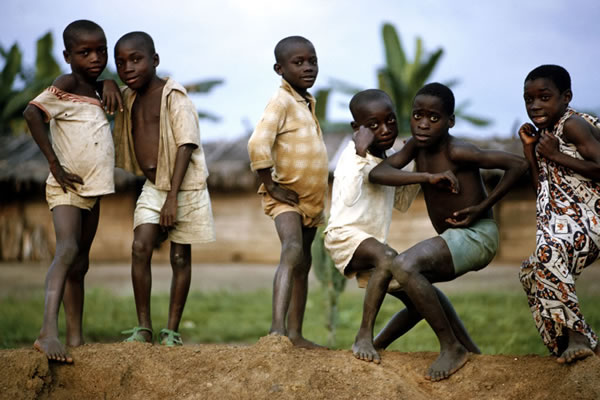
پسران سیاه‌پوست

از نظر تاریخی، در ایالات متحده و آفریقای جنوبی، «پسر» نه تنها اصطلاح «خنثی» برای اهالی کشور بلکه یک اصطلاح تحقیرآمیز نسبت به مردان سیاه‌پوست بود. این واژه حاکی از یک وضعیت مطیع است. توماس برانچ، مبلغ اولیه آمریکایی آفریقایی‌تبار آمریکایی هفتم روزه در نیاسالند (مالاوی) از دانشجویان بومی به عنوان «پسر» یاد کرد:
راهی وجود دارد که به موجب آن ما بسیاری از پسران فعلی خود را متفاوت از برخی از کسانی که مدتها پیش در اینجا بوده‌اند، قضاوت می‌کنیم: کسانی که ازدواج کرده‌اند همسران خود را در اینجا با خود دارند و خانه‌های خود را می‌سازند و همه مشغول ساختن باغها من به همه پسران گفته‌ام اگر آنها می‌خواهند اینجا بمانند و یاد بگیرند، کسانی که همسر دارند باید آنها را بیاورند.
چندین سیاستمدار - از جمله کریس کریستی فرماندار نیوجرسی و جف دیویس نماینده سابق کنگره در کنتاکی - به دلیل ارجاع به یک مرد سیاه‌پوست به عنوان «پسر» مورد انتقاد عمومی قرار گرفتند.
در طی یک رویداد ترویج مسابقه بوکس ۲۰۱۷ بین فلوید می ودر جونیور و کانر مک گرگور، دومی به اولی گفت "پسر، برای من برقص. این اظهارات باعث شد تا چندین بوکسور - از جمله می ودر و آندره وارد - و همچنین چندین مفسر مک گرگور را به نژادپرستی متهم کنند.

## زیست‌شناسی

### تعیین جنسیت

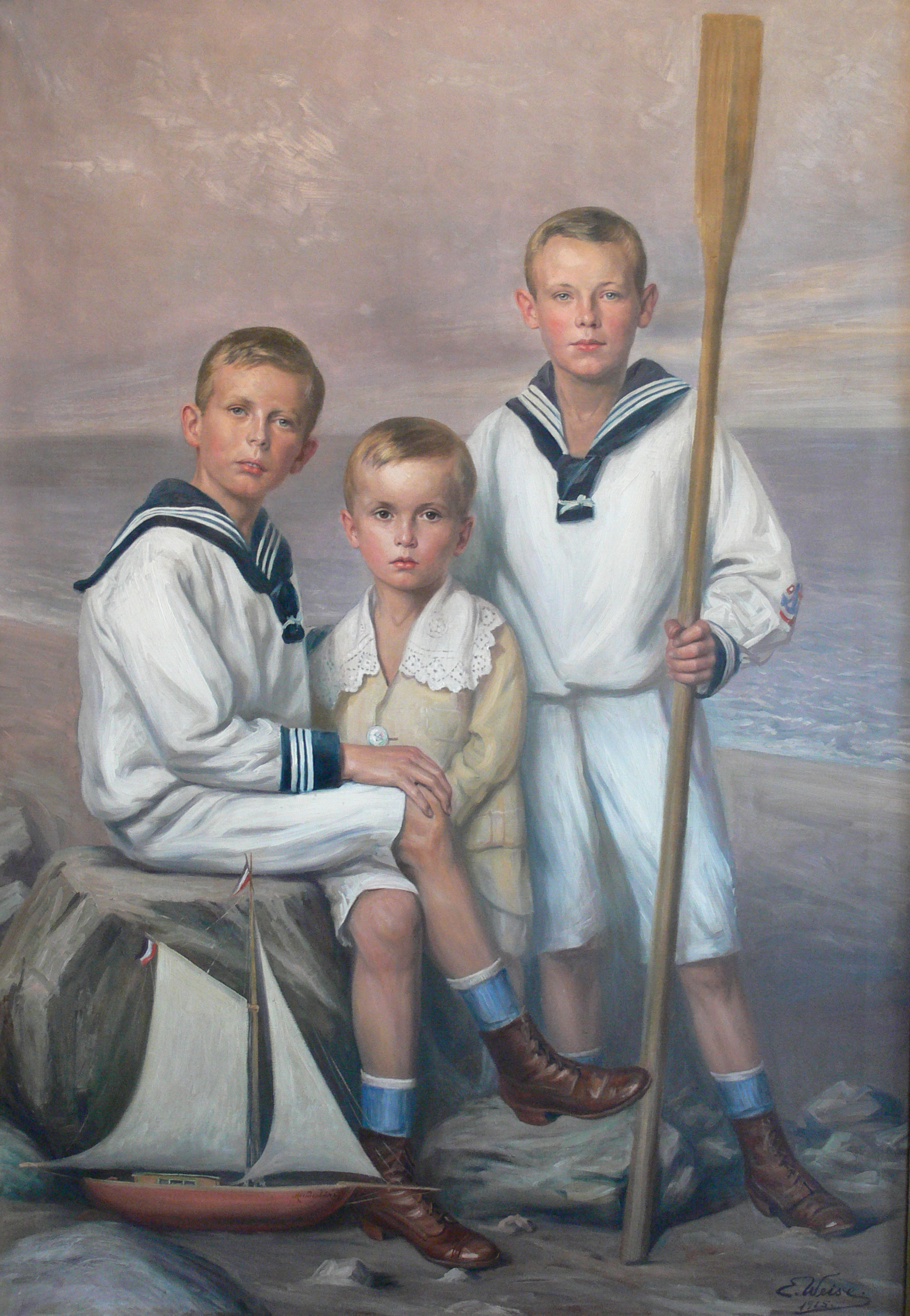
پسر

جنسیت انسان هنگام لقاح زمانی تعیین می‌شود که جنسیت ژنتیکی ارگ توسط سلول اسپرم که حاوی کروموزوم X یا Y است، آغاز شده باشد. جنس مذکر جنسیت بچه را تعیین می‌کند. کروموزموم جنسی مردان به صورت XY و کروموزوم زنان XX است. اگر کروموزوم Y مرد قوی تر باشد و زودتر به کروموزوم زن برسد به صورت XY در می‌آید و بچه پسر می‌شود و اگر کروموزوم X مرد قوی تر باشد به صورت XX که دختر است در می‌آید.

### در رشد رحم و دستگاه تناسلی
در جنین‌های نر در شش تا هفت هفته حاملگی، «بیان ژن در کروموزوم Y باعث تغییراتی می‌شود که منجر به تکامل بیضه‌ها می‌شود». تقریباً در نه هفته بارداری، تولید تستوسترون توسط جنین نر منجر به تکامل سیستم تولید مثل مردان می‌شود.
سیستم تولید مثل مردان شامل اندام‌های خارجی و داخلی است. اندام‌های خارجی شامل آلت تناسلی، کیسه بیضه و بیضهها (یا بیضه‌ها) هستند. آلت تناسلی مرد عضوی استوانه ای است که با بافت اسفنجی پر شده‌است. این عضوی است که توسط پسران برای دفع ادرار استفاده می‌شود. پوست ختنه آلت تناسلی بعضی از پسران در فرآیندی که به ختنه معروف است برداشته می‌شود. کیسه بیضه کیسه ای شل از پوست در پشت آلت تناسلی مرد است که حاوی بیضه است. بیضه‌ها غدد بیضی شکل هستند. یک پسر به‌طور کلی دارای دو بیضه است. اندام‌های تولید مثل داخلی مردان شامل مجاری رگ‌های مجاری، مجاری انزالی، مجرای ادرار، وزیکول‌های منی و غده پروستات هستند.

### بلوغ جسمی
بلوغ فرآیندی است که طی آن بدن کودکان به بدن بزرگسالانی تبدیل می‌شود که توانایی تولید مثل دارند. به‌طور متوسط، پسران در سن ۱۱–۱۲ سالگی بلوغ را شروع و در سن ۱۶–۱۷ سالگی بلوغ کامل را شروع می‌کنند.
در پسران، بلوغ با بزرگ شدن بیضه‌ها و کیسه بیضه آغاز می‌شود. اندازه آلت تناسلی مرد نیز افزایش می‌یابد و پسران دچار موی عانه می‌شوند. بیضه‌های پسر نیز شروع به تولید اسپرم می‌کنند. آزاد شدن منی که حاوی اسپرم و مایعات دیگر است، انزال نامیده می‌شود. در دوران بلوغ، آلت تناسلی پسر که قادر به ساختن آن است، قادر به تخلیه منی و اشباع ماده است. اولین انزال پسر یک مرحله مهم در رشد او است. به‌طور متوسط، اولین انزال پسر در سن ۱۳ سالگی اتفاق می‌افتد. انزال گاهی در هنگام خواب اتفاق می‌افتد. این پدیده به عنوان انتشار شبانه شناخته می‌شود.
هنگامی که پسری به بلوغ می‌رسد، تستوسترون باعث ایجاد خصوصیات جنسی ثانویه می‌شود. عضلات پسر از نظر اندازه و جرم افزایش می‌یابد، صدای او عمیق می‌شود، استخوان‌هایش بلند می‌شود و فرم صورت و بدن او تغییر می‌کند. افزایش ترشح تستوسترون از بیضه‌ها در دوران بلوغ باعث می‌شود خصوصیات جنسی ثانویه مرد ظاهر شود. خصوصیات جنسی ثانویه مرد عبارتند از:
- رشد موهای بدن، از جمله زیر بغل، شکم، قفسه سینه و موهای شرمگاهی.
- رشد موهای صورت.
- بزرگ شدن حنجره (سیب آدم) و تعمیق صدا.
- افزایش قد نرهای بالغ به‌طور متوسط از زنان بالغ بلندتر هستند.
- ساختار جمجمه و استخوان سنگین تر.
- افزایش توده و قدرت عضلانی.
- باز شدن شانه‌ها و قفسه سینه؛ شانه‌ها از پهنا بازتر هستند.
- افزایش ترشحات غدد روغن و عرق.

## در تاریخ

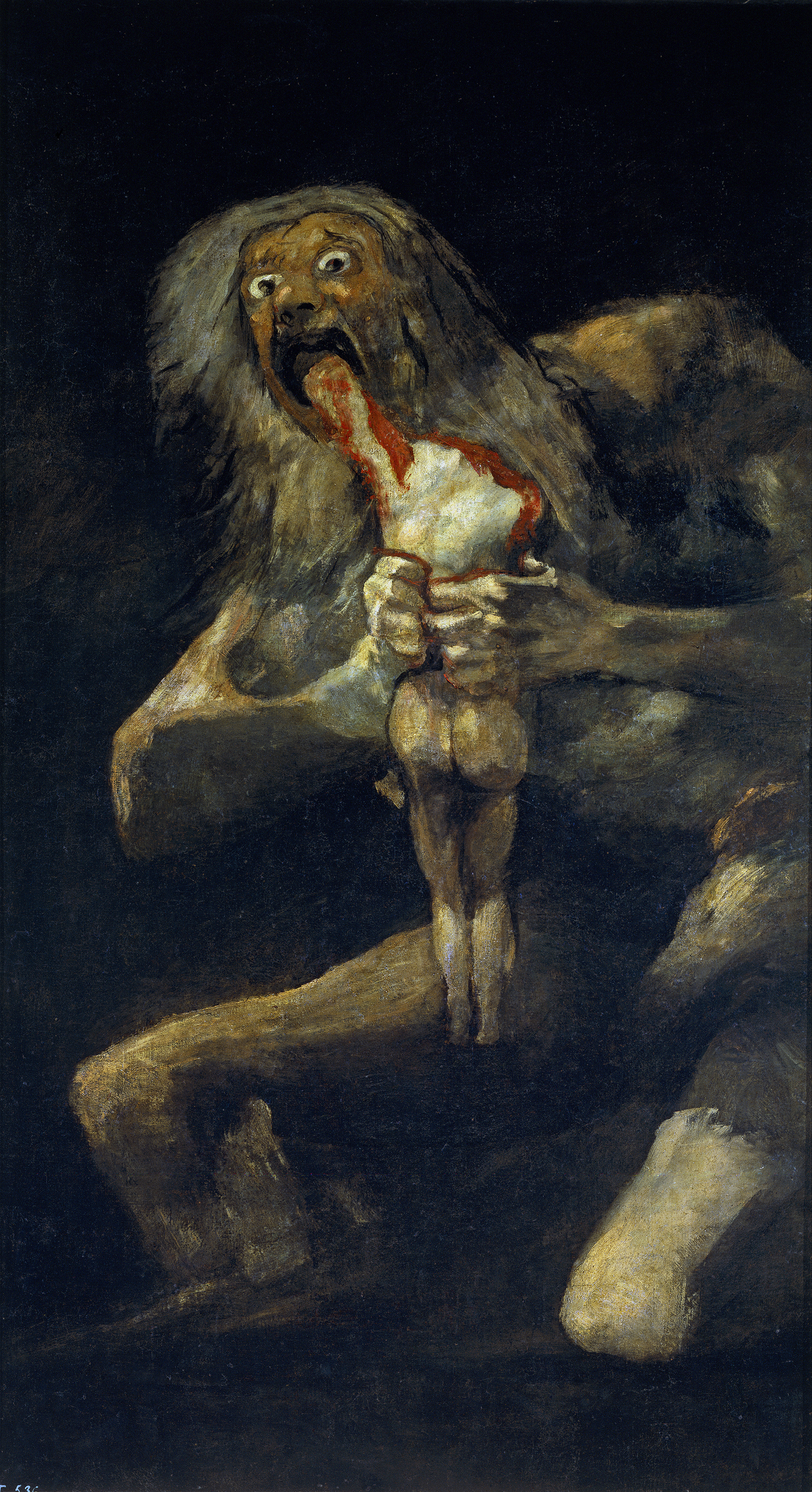
ساتورن پسرش را می‌بلعد اثر فرانسیسکو گویا

### هخامنشیان
زن‌ها در دوره هخامنشیان با به دنیا آوردن کودک پاداشی به صورت جو و شراب دریافت می‌کردند، که پاداش افزودن رعیتی به رعایای شاه بود و برای پسر آوردن دو برابر دختر محاسبه می‌گردید.

### یونان باستان
در یونان باستان دختران در نزد مردم نسبت به پسران بسیار غیرمفید دانسته می‌شدند برای همین بیشتر دیده می‌شد که خانواده‌ها فرزندان دختر خود را بر سر راه بگذراند و آن‌ها را در طبیعت رها کنند یا حتی به عنوان برده بفروشند که البته این کار در مورد پسران بسیار کمتر دیده می‌شد.

### یهودیت
در یهودیت برای پسری که به سن ۱۳ می‌رسد جشن Bar Mitzvah (بار میتزوا) یا پسر تحت فرمان می‌گیرند که نشان‌دهندهٔ آن است که او به سن بلوغ رسیده و یک عضو کامل در دین یهود به‌شمار می‌آید.

### اسلام
وئاد (زنده بگوری دختران) در میان اکثر قبایل اعراب رایج بوده که در کتاب قرآن اشاره شده‌است. اعراب، عزت و افتخار را در داشتن فرزندان پسر می‌دانستند و نگه‌داری دختران را مایه ننگ و به همین دلیل آنها را می‌کشتند. البته اسلام مخالفت خود را با این کار اعلام کرده و اسلام در اصل مخالف اصلی این کار بوده‌است و عربان جاهل آن زمان مسلمان نبوده‌اند. هنگامی که وضع حمل زنی میان اعراب فرا می‌رسید، حفره ای در زمین حفر می‌کرد و بالای آن می‌نشست، اگر نوزاد دختر بود، آن را در میان حفره پرتاب می‌کرد و اگر پسر بود، آن را نگه می‌داشت.
سن تکلیف پسرها در پانزده سالگی است که طبق آن وظایف بخصوص دینی بر آن‌ها واجب می‌شود.

#### غلمان‌ها
غلمان‌ها دو بار هم (در سورهٔ انسان و سورهٔ واقعه) از ولدان (پسران) استفاده شده‌است که منظور آن همین غلمان بوده‌است:
در آیهٔ ۱۹ سورهٔ انسان (دهر) آمده‌است: «و بر گرد آن‌ها پسرانی می‌گردند که هر گاه آن‌ها را ببینی گمان می‌کنی مروارید پراکنده‌اند.»

### آلمان نازی
در آلمان به پسران آموزش رزم و مبارزه‌های ویژه داده می‌شد. پسرهایی با روحیه مبارزه با یهودیان آلمان، در میان نازی‌ها بسیار بود. همچنین پسران، دختران و مادران یهودی بصورت دسته جمعی کشته می‌شدند.

## پسران و هنر
پسران قبل از سن بلوغ صدای نازک‌تری دارند (از دید موسیقی صدای سوپرانو دارند) و به همین خاطر، در برخی موارد که امکان استفاده از خوانندهٔ زن وجود نداشته (مانند گروه‌های کُر در کلیساها) از پسران برای ایفای نقش خوانندهٔ سوپرانو استفاده می‌شده‌است.

## پسران و کار کودکان
پسران بیشترین کار کودکان را در سراسر جهان در مقایسه با دختران انجام می‌دهند، ۸۸ میلیون پسر و ۶۴ میلیون دختر هستند. همچنین پسران قربانیان اصلی کار خطرناک کودکان هستند. آنها عمدتاً در بخش‌های کشاورزی، ساخت و ساز و معدن استخدام می‌شوند. کارگران پسر همچنین حدود ۸۷ درصد از کسانی را که بین سال‌های ۲۰۰۳ تا ۲۰۱۶ در کار در آمریکا فوت کرده‌اند، تشکیل می‌دهند.
پسران از مهارتهای اولیه خواندن، نوشتن و ریاضیات برخوردار می‌شوند و سپس مجبور می‌شوند برای کاهش بار مالی خانواده، حرفه پدر خود را دنبال کنند. این یکی از دلایل اصلی ترجیح دادن پسران به دختران توسط جوامع روستایی در کشورهای فقیر است. در هند، برعکس، اکثر بچه‌های خوانده دختر هستند حتی اگر پسران به‌طور کلی در مقایسه با دختران ترجیح داده شوند.

## روز پسر
روز ۱۶ مِی، به عنوان روز جهانی پسر مشخص شده‌است. این روز از سال ۲۰۱۸، توسط دکتر جروم تیلوکسینگ (Dr Jerome Teelucksingh) که پیش از این، روز ۱۹ نوامبر را برای روز جهانی مرد انتخاب کرده بود، پایه‌گذاری شده‌است. هدف از نامگذاری این روز، محافظت از پسران در برابر تأثیرات آسیب زا و مضر اجتماعی، در جامعه است.
البته هیچ‌کدام از این تاریخها توسط یونسکو در لیست روزهای جهانی قرار نگرفته‌است.

## نگارخانه

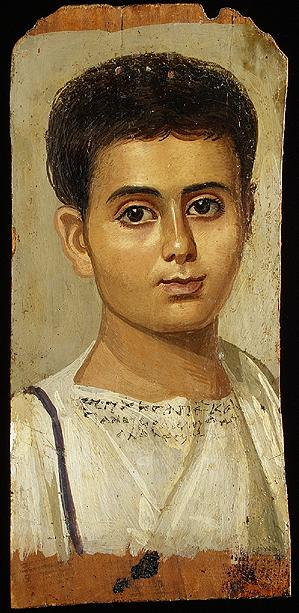
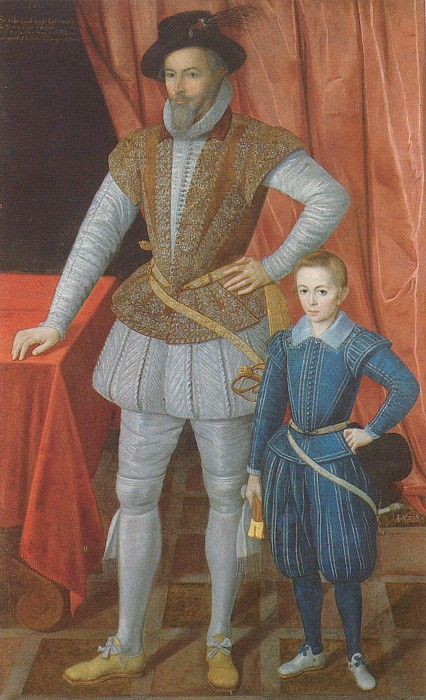
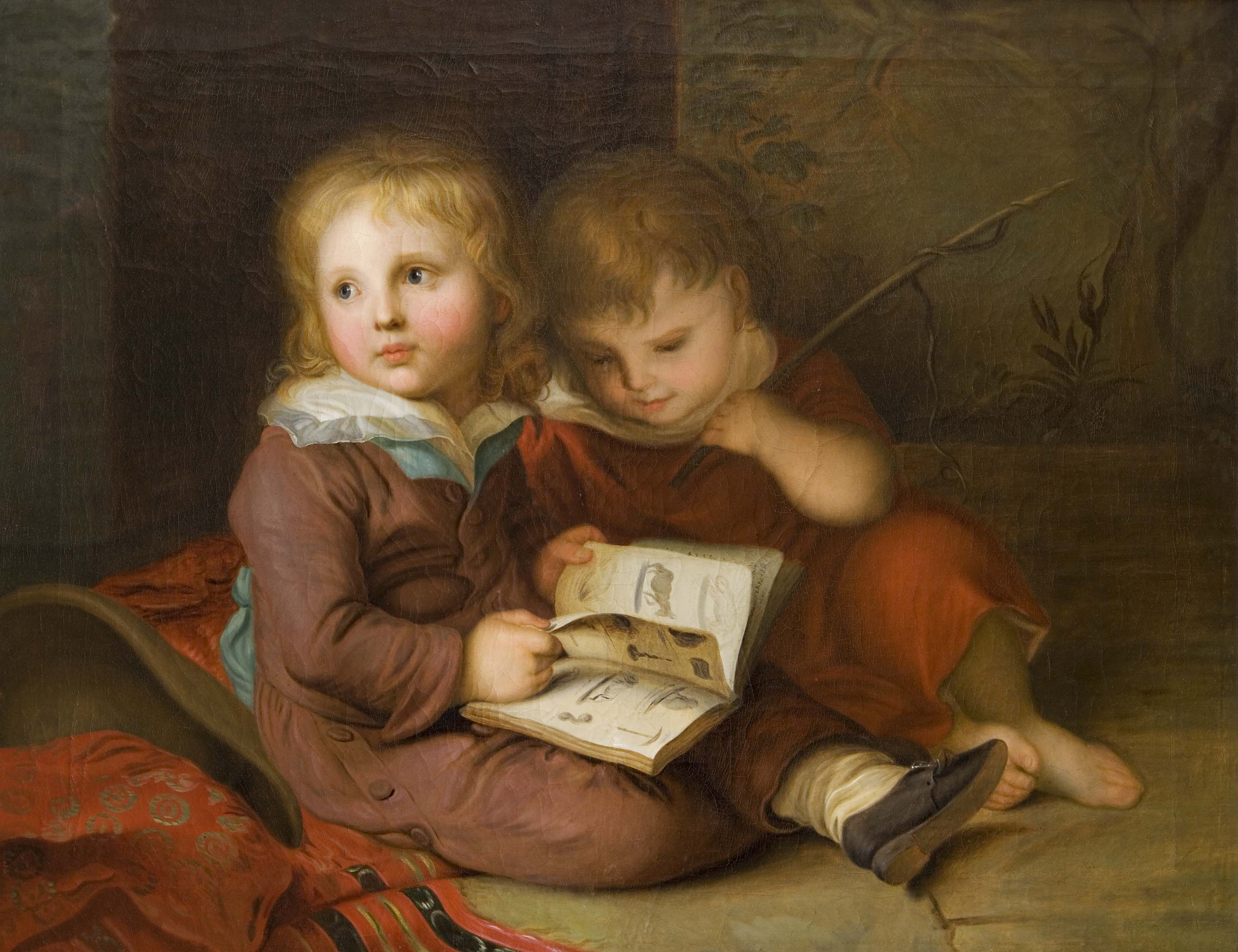
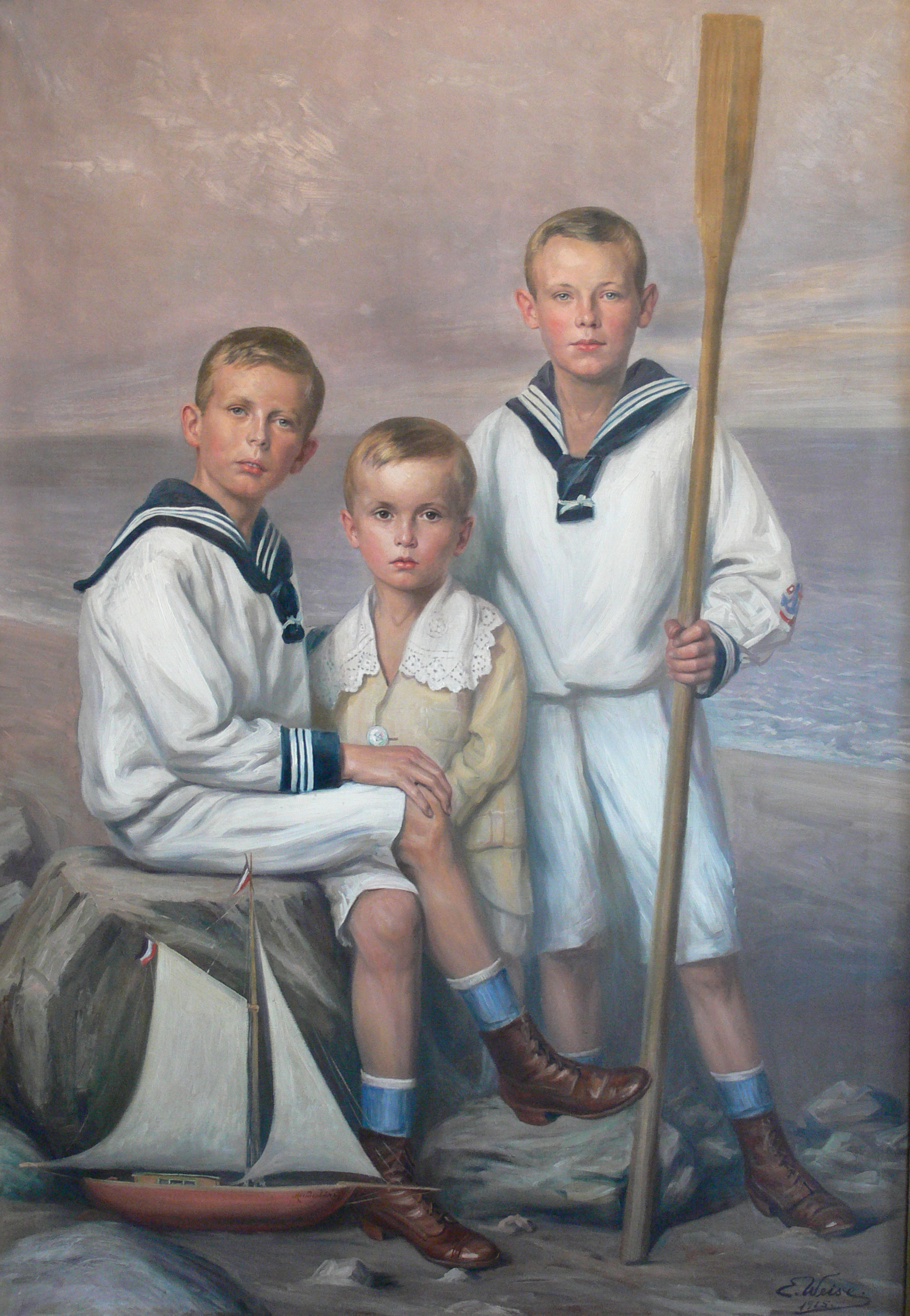
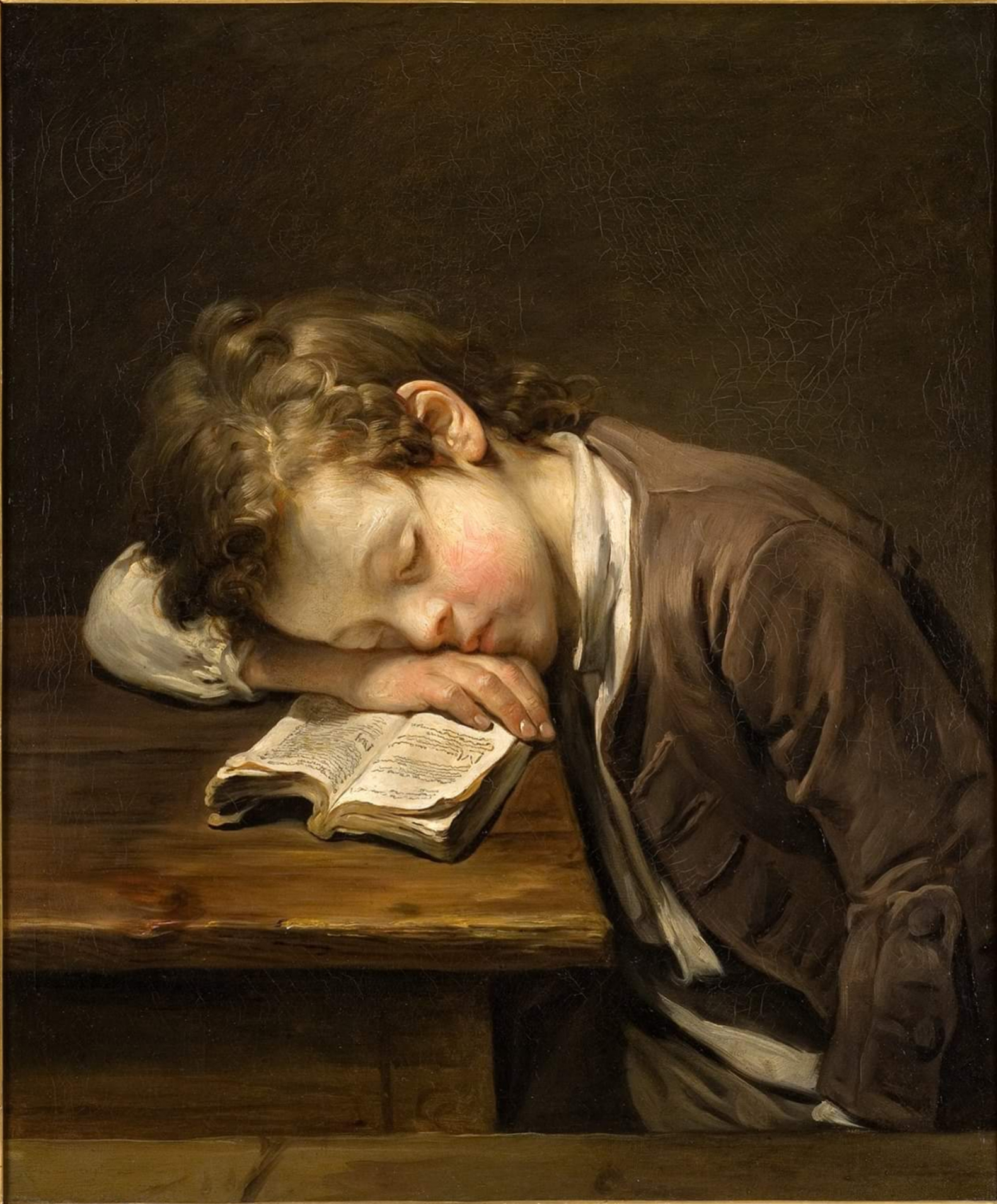
پسر تنبل - ژان-بتیست گروز
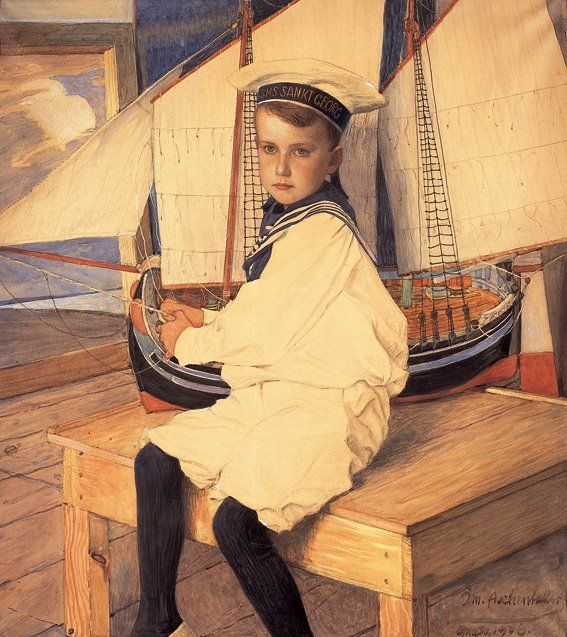
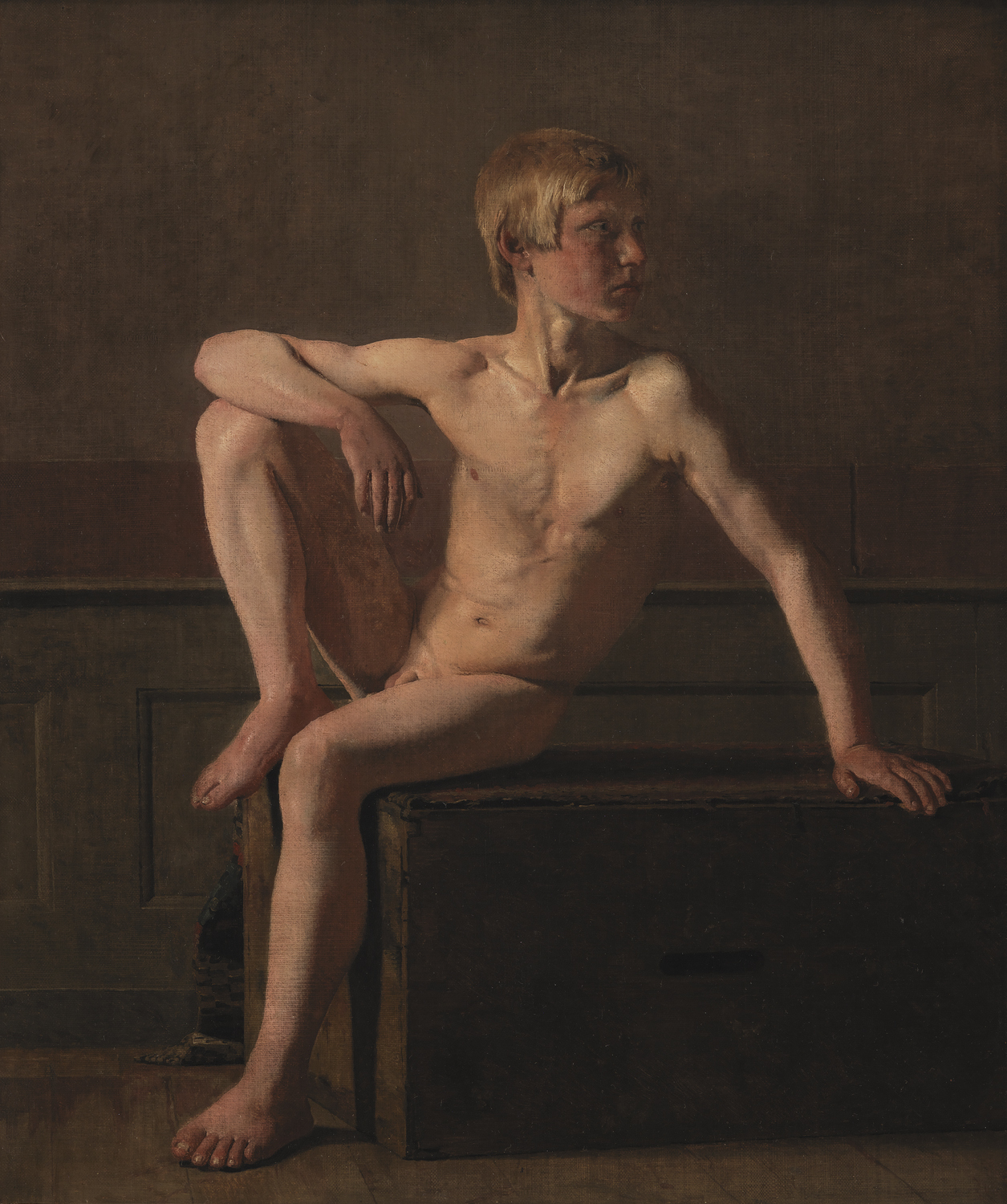
پسری شیفته - کریستن کوبکه
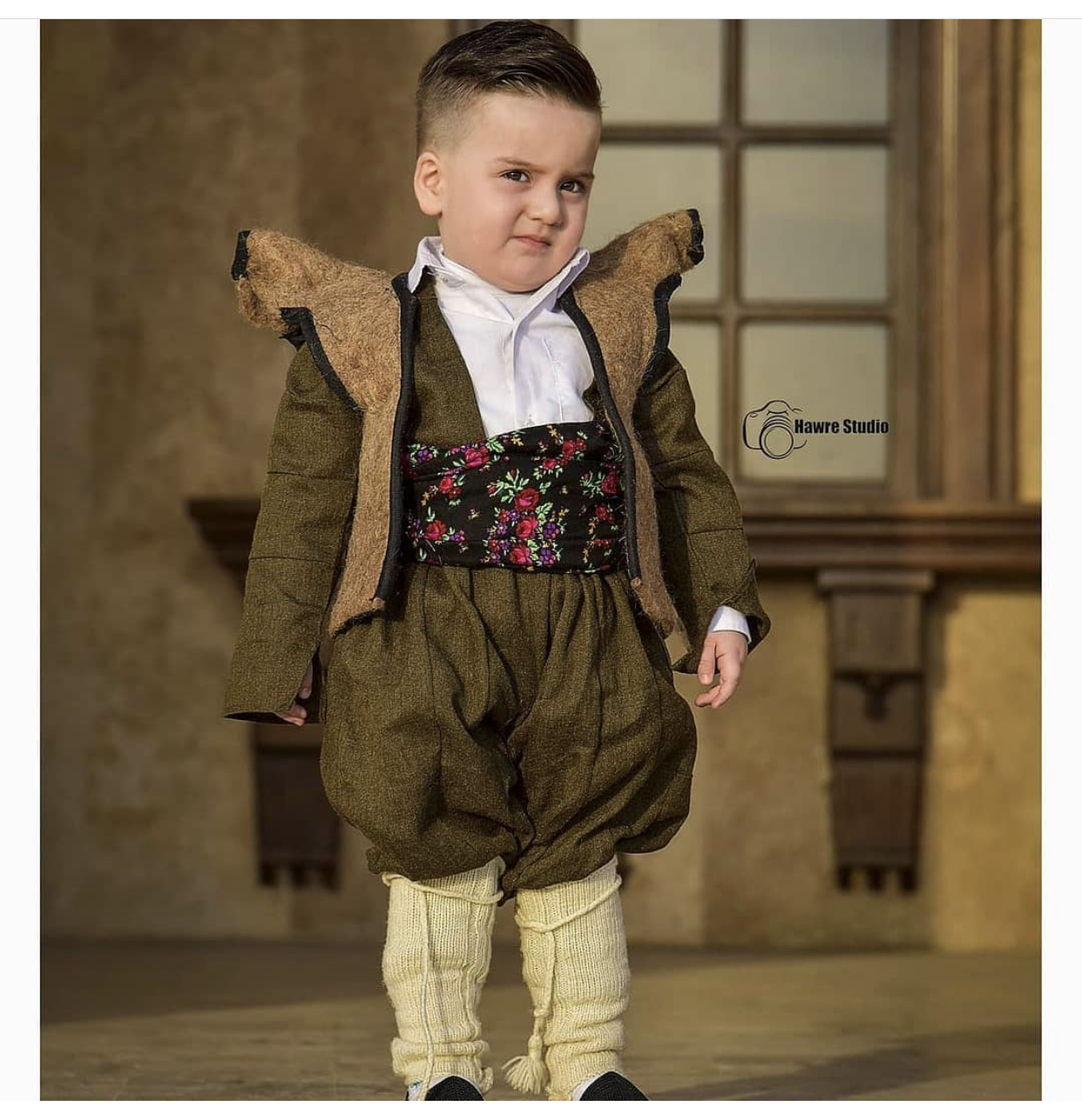
پسر بچه کرد